# Кренжниця-Окронгла
Кренжниця-Окронгла (пол. Krężnica Okrągła) — село в Польщі, у гміні Белжиці Люблінського повіту Люблінського воєводства. Населення — 839 осіб (2011).
У 1975—1998 роках село належало до Люблінського воєводства.

## Демографія
Демографічна структура станом на 31 березня 2011 року:
|          | Загалом | Допрацездатний вік | Працездатний вік | Постпрацездатний вік |
| -------- | ------- | ------------------ | ---------------- | -------------------- |
| Чоловіки | 412     | 97                 | 284              | 31                   |
| Жінки    | 427     | 79                 | 258              | 90                   |
| Разом    | 839     | 176                | 542              | 121                  |